# Бьюкенен, Джордж Уильям
Сэр Джордж Уи́льям Бьюке́нен (англ. George William Buchanan; 25 ноября 1854, Копенгаген — 20 декабря 1924, Лондон) — британский дипломат, посол Великобритании в России перед началом и в годы Первой мировой войны и Русской революции (в 1910—1918 годах).

## Биография
Джордж Бьюкенен родился 25 ноября 1854 года в Копенгагене в семье сэра Эндрю Бьюкенена (1807—1882), британского дипломата, посла Великобритании в Дании.
Учился в Веллингтонском колледже.

### Семья
Супруга — леди Джорджина Мэриэл Батерст. Дочь — Мэриэл Бьюкенен.

## Дипломатическая карьера
С 1876 года находился на дипломатической службе, которую начал в Риме в должности атташе, а затем 3-го секретаря посольства. Впоследствии занимал различные дипломатические должности в Токио (Япония), Вене (Австро-Венгрия), Дармштадте (Германская империя), вновь в Риме и Берлине.
- 1903—1908 гг. — посланник в Софии (Болгария).
- 1908—1910 гг. — посланник в Гааге (Нидерланды).
- 1910—1918 гг. — посол в Санкт-Петербурге/Петрограде (Российская империя).
- 1919—1921 гг. — посол в Риме (Италия).

В 1921 году вышел в отставку.

## Посол в России (1910—1918)
В 1910 году Джордж Бьюкенен был назначен чрезвычайным и полномочным послом Соединённого Королевства в Санкт-Петербурге при дворе императора Николая II. Основной его задачей стало противодействие стремлениям прогермански ориентированных кругов в России порвать с Антантой.
Вместе с тем британский посол был довольно тесно связан с российскими либеральными партиями, в частности, кадетами и октябристами. Бьюкенен поддерживал высказываемые ими идеи конституционной монархии и сочувствовал их целям, часто принимая в британском посольстве лидеров Государственной думы.
У британского посла установился хороший контакт с министром иностранных дел России в 1910—1916 годах Сергеем Сазоновым, придерживавшимся проанглийской и антигерманской ориентации. Бьюкенен при содействии Сазонова стремился устранить препятствия на пути сближения России и Соединённого Королевства. Между Сазоновым, Бьюкененом и французским послом в 1914—1917 годах Морисом Палеологом быстро установились тёплые и доверительные отношения, однако британский посол порой действовал напрямую, добиваясь нужных ему решений непосредственно от Николая II, а не через его министра. С началом Первой мировой войны Бьюкенен усилил в российской печати проанглийскую пропаганду; в речи, произнесённой в декабре 1914 года в Английском клубе он выступил против «германофилов, облыжно утверждавших, что за четыре месяца войны английский флот и английская армия не предприняли ничего существенного». С началом войны дочь Бьюкенена Мэриэл немедленно поступила на службу в Английский госпиталь в Петрограде сестрой милосердия.

### Участие в революционных событиях февраля — марта 1917 года
В 1916 году Бьюкенен открыто поставил перед Николаем II вопрос о создании «министерства доверия», чем навлёк на себя неудовольствие императора. Охлаждение отношений с Николаем не остановило контактов Бьюкенена с думской оппозицией и оппозиционно настроенными членами императорской династии. Его деятельность осложнило также назначение министром иностранных дел Бориса Штюрмера, известного своим прохладным отношением к Англии.
В 1917 году влияние Бьюкенена на внутрироссийские дела достигло наивысшей точки. В условиях революционной неопределённости его деятельность стала иметь реальный политический вес. В январе 1917 года, на последней встрече с Николаем II, посол сказал ему, отбросив обычную дипломатичность:

«Меня можно осуждать, но оправданием мне служит верность Вашему Величеству и Императрице, в которой я черпаю вдохновение. Увидев, что мой друг идет тёмной ночью пешком по лесной дороге, которая, как мне известно, заканчивается обрывом, не должен ли я буду, сэр, предостеречь его об опасности? И я тем более считаю своим долгом предупредить Ваше Величество о бездне, которая находится впереди Вас. Вы подошли, сэр, к развилке и должны теперь сделать выбор между двумя путями. Один приведёт Вас к победе и славному миру, другой — к революции и катастрофе. Позвольте мне просить Ваше Величество выбрать первый».
Оригинальный текст (англ.)I can but plead as my excuse the fact that I have throughout been inspired by my feelings of devotion for Your Majesty and the Empress. If I were to see a friend walking through a wood on a dark night along a path which I knew ended in a precipice, would it not be my duty, sir, to warn him of his danger? And is it not equally my duty to warn Your Majesty of the abyss that lies ahead of you? You have, sir, come to the parting of the ways, and you have now to choose between two paths. The one will lead you to victory and a glorious peace - the other to revolution and disaster. Let me implore Your Majesty to choose the former.
27 февраля (12 марта) 1917 Бьюкенен вместе с Морисом Палеологом посетил министра иностранных дел Николая Покровского, где заявил, что деятельность министра внутренних дел Александра Протопопова привела к революции. 1 (14) марта 1917 он высказал в беседе с великим князем Михаилом Александровичем мнение о необходимости введения конституции и формировании правительства во главе с Михаилом Родзянко.
В конце 1916 года в Петрограде ходили разговоры, что английский посол стал на сторону противников российской монархии. Морис Палеолог 28 декабря 1916 года сделал запись в своём дневнике: «Вот уже несколько раз меня расспрашивают о сношениях Бьюкенена с либеральными партиями и даже серьёзнейшим тоном спрашивают меня, не работает ли он тайно в пользу революции. Я каждый раз всеми силами протестую». Бьюкенена позднее открыто обвиняли в подстрекательстве думских деятелей на острый конфликт с царским правительством и в действиях, фактически подготовивших революцию в России. Ему пришлось длительное время оправдываться, даже уже находясь в Англии.

### Посол во времена Временного правительства
После формирования Временного правительства Бьюкенен обещал ставшему министром иностранных дел Павлу Милюкову поддержку Соединённого Королевства и активно настаивал перед британским правительством на необходимости скорейшего признания новой власти в России, чтобы поднять авторитет Временного правительства и обеспечить его авторитет в условиях роста влияния Петроградского совета. Однако признание Временного правительства Бьюкенен жёстко увязывал с продолжением Россией войны против Германии, о чём заявил Милюкову. В этот период британский посол часто выступал на разнообразных митингах и публичных собраниях, доказывая необходимость поддержания дисциплины в армии и продолжения войны.
В марте 1917 года Бьюкенен конфиденциально выяснял по просьбе Милюкова возможность эмиграции Николая II в Соединённое Королевство. Поначалу ответ был в целом положительный, но по мере возникновения протестов в общественных кругах против выезда бывшего императора и получения соответствующих инструкций из Лондона, посол вынужденно пересмотрел своё мнение и передал новому главе правительства А. Ф. Керенскому категорический отказ во въезде Николаю и его семье в пределы Британской империи до окончания войны.
Члены императорской фамилии, пытавшиеся после Февральской революции эмигрировать в Великобританию, возлагали на Джоржда Бьюкенена вину за отказ английского правительства удовлетворить их просьбы. Так, Георгий Михайлович писал летом 1918 года своей семье, находящейся в Великобритании:417: 

Если бы в прошлом году не был бы у нас послом Бьюкенен, а был бы порядочный и честный человек, то я давно был бы у вас. И тётя Амалия и Миша были бы тоже в Англии… И я никогда в жизни не подам руки Бьюкенену; я не хочу марать своей руки, подавая её такому бесчестному человеку.
С конца апреля 1917 года начал осуществлять контакты с лидерами эсеров и меньшевиков, рассматривая эти партии как силу, которая может нейтрализовать растущее влияние партии большевиков. Приветствовал репрессивные действия Временного правительства в отношении большевиков в июле 1917 года. 29 июля (11 августа) 1917 в беседе с А. Ф. Керенским настаивал на введении в Петрограде военного положения и принятии строгих дисциплинарных мер, угрожая прекращением английских военных поставок. Позже настаивал на введении на фронте смертной казни. Во время Корниловского выступления пытался добиться примирения между Керенским и Корниловым, будучи симпатиями на стороне Корнилова, но не поддерживая идею военного переворота. 23 октября (6 ноября) 1917 года требовал от Керенского немедленного ареста Л. Д. Троцкого.

### После Октябрьской социалистической революции
После прихода большевиков к власти высказал мнение о необходимости пересмотра британской политики в отношении России и признания за российским народом права на самоопределение в отношении продолжения войны с Германией. 25 декабря 1917 (7 января 1918) Бьюкенен выехал в Соединённое Королевство, где поначалу высказывался за сохранение дипломатических отношений с правительством большевиков, а позже стал одним и самых активных сторонников иностранной военной интервенции в России с целью поддержания белых армий.
В 1923 году в Лондоне были опубликованы мемуары дипломата, которые впоследствии неоднократно издавались на русском языке.

## Награды, почётные звания
- Рыцарь большого креста Ордена Бани (GCB).
- Рыцарь большого креста Ордена Святого Михаила и Святого Георгия (GCMG).
- Рыцарь большого креста Королевского Викторианского ордена (GCVO).
- Тайный советник.
- Почётный гражданин Москвы (1916).
- Почётный член Московского университета (1916)[11].

## Киновоплощение
- 1971 — «Николай и Александра». В роли Джорджа Бьюкенена — Ральф Невилл
- 2017 — «Крылья империи». В роли Джорджа Бьюкенена — Сергей Заморев